# Jean-Philippe Baratier
Pour les articles homonymes, voir Baratier (homonymie).
Jean-Philippe Baratier, né à Schwabach (Principauté d'Ansbach) le 19 janvier 1721 et mort à Halle (Saxe-Anhalt) le 5 octobre 1740, est un enfant prodige d'origine française. Comparé par Voltaire à Pic de La Mirandole, il mourut avant d'avoir pu donner toute la mesure de ses nombreux talents.

## Biographie
À l'âge de trois ans, il savait écrire. À quatre ans, il parlait le latin avec son père, le français avec sa mère et l'allemand avec les domestiques. À sept ans, il maîtrisait le grec et l'hébreu. À neuf ans, il rédigea un dictionnaire hébreu et un dictionnaire grec des mots les plus difficiles de l'Ancien et du Nouveau Testament, de 300 à 400 pages chacun, avec des réflexions critiques qui annonçaient déjà une remarquable maturité d'esprit. Il acheva en même temps de transcrire en hébreu la Biblia parva de Heinrich Opitz, qu'il traduisit ensuite en latin, et contribua à la Bibliothèque germanique plusieurs dissertations qui attirèrent sur lui l'attention des érudits allemands.
En 1732, à l'âge de 11 ans, il composa la traduction en français d'un texte hébreu du XIIe siècle, les Voyages de Rabbi Benjamin, avec des notes et des dissertations qui étonnèrent les commentateurs par l'abondance de lectures et la force de logique qu'elles supposaient chez un auteur aussi jeune. Ce travail suscita aussi l'admiration de Voltaire : 

« Cette derniere traduction est d'un enfant de onze ans, nommé Baratier, français d'origine, né dans le margraviat de Brandebourg-Anspach. C'était un prodige de science, et même de raison ; tel qu'on n'en avait point vu depuis le prince Pic de La Mirandole. Il savait parfaitement le grec et l'hébreu dès l'âge de neuf ans ; et ce qu'il y a de plus étonnant, c'est qu'à son âge il avait déjà assez de jugement pour n'être point l'admirateur aveugle de l'auteur qu'il traduisait : il en fit une critique judicieuse ; cela est plus beau que de savoir l'hébreu. »

Il rédigea ensuite en latin un ouvrage théologique et engagea sur un point de critique une controverse avec les auteurs du Dictionnaire de Trévoux. Puis, s'étant découvert une passion pour les mathématiques, il construisit en carton les instruments qui lui étaient nécessaires et découvrit par lui-même les méthodes de calcul que, faute de livres, il ne pouvait apprendre des savants qui l'avaient précédé. Il envoya des mémoires sur l'astronomie aux académies de Prusse et d'Angleterre et fut admis à celle de Berlin. Il écrivit, en 1735, plusieurs dissertations sur les antiquités ecclésiastiques, dont l'une, relative à la chronologie ancienne des papes, parut en 1740. En 1738, il adressa à l'Académie des sciences de Paris un projet d'étude sur les longitudes et proposa dans ce but une boussole de son invention. Il commençait à s'occuper de l'explication des hiéroglyphes lorsqu'il mourut, d'une maladie inconnue, à l'âge de 19 ans.

## Éducation d'un enfant prodige
Le père de Jean-Philippe Baratier, François Baratier, était le pasteur huguenot de l'église française de Schwabach. Dans la préface qu'il rédigea pour les Voyages de Rabbi Benjamin, il déclare avoir été l'unique responsable de l'éducation de son fils. Le pasteur s'y excuse presque de ne présenter « que le fruit précoce d'un enfant studieux » tout en évoquant « une érudition et une lecture qui paraîtront si peu communes aux enfants de cet âge, que plusieurs seront tentés de croire qu'on en prête beaucoup à celui-ci. » Il fait du reste peu de cas de cette érudition « dont tant de savants s'applaudissent jusque dans leur vieillesse » mais qui ne doit selon lui servir qu'à « poser un bon fondement pour des études plus importantes. » Car « s'il a tant envie d'apprendre diverses sortes de langues, ce n'est pas pour se borner à les savoir, mais pour pouvoir profiter de leurs livres, et puiser son érudition dans les sources. » 
C'est, écrit le pasteur, « par l'usage » que son fils apprit le latin, le français et l'allemand, tandis que c'est « par art et avec méthode » qu'il apprit « les langues grecque, hébraïque, chaldaïque, syriaque et rabbinique. » Une fois que le latin lui fut devenu « autant et plus familier que sa langue maternelle, » à l'âge de quatre ans et demi, il s'exerça au grec par la lecture des livres historiques de l'Ancien et du Nouveau Testament, puis, sur la fin de sa sixième année, à l'hébreu par la lecture de la Genèse. Il s'attaqua ensuite aux livres plus difficiles de la Bible, passant chaque mot en revue plusieurs fois, « de sorte qu'il pouvait non seulement traduire ces livres en latin ou en français, mais aussi du latin les rendre en hébreu de vive voix » et « qu'en sa neuvième année, il pouvait déjà non seulement lire couramment sans points, mais écrire aussi et composer en cette langue en prose et en vers. » 
Toutes ses autres lectures, dit encore le pasteur, « ne sont que des lectures furtives qu'il a faites à mon insu et en mon absence, ou des lectures privées, que je lui permettais à certaines heures après qu'il avait fait ses lectures ordinaires sur la Bible. » C'est ainsi qu'il acquiert par lui-même le syriaque et se plonge dans l'étude de la littérature rabbinique. « Je ne lui ai fait étudier aucune grammaire, ajoute le pasteur, ni lire aucun auteur classique ni ne lui ai fait faire en aucune langue aucun de ces exercices scholastiques qu'on appelle des thèmes. » Tout au plus consulte-t-il de temps en temps un dictionnaire, qu'il s'empresse d'annoter, et s'il recourt aux livres de grammaire, c'est « seulement après que ces langues lui ont été assez familières pour en sentir l'analogie, et pour pouvoir en former de lui-même tous les temps, sans avoir besoin de règles, ou en se formant lui-même les règles principales. » Enfin, alors qu'il entre dans sa douzième année, « pour ce qui est de l'arabe, il n'y a que peu de temps encore qu'il l'a commencé et il n'a lu que quelques chapitres de l'Alcoran, qu'il entend passablement. »